# Ibrahim (sin Muhamedov)
Ibrahim ibn Muhammad (arap. إبرهيم بن محمد) je bio sin islamskog proroka Muhameda i njegove supruge Marije Kibtije, koptskoegipatske ropkinje, koja je prihvatila islam. Rođen je u posljednjem mjesecu 8. godine Hidžre, a ime je dobio po Ibrahimu, zajedničkom pretku Arapa i Hebreja. Bio je povjeren na brigu dojilji Umm Sayf, ženi kovača Abu Sayfa. Umro je 27. siječnja 632. godine. Muhamed je bio duboko pogođen smrću svog malodobnog sina, ali je rekao da će imati dojilju u Džennetu (raju). Istovremeno s Ibrahimovom smrću je došlo do pomrčine Sunca; Muhamed je svojim sljedbenicima rekao da ne dovode u vezu ta dva događaja.